# Bubnov
Bubnov (německy Bubnau) je malá vesnice a část městyse Kunvald. Leží jeden kilometr severovýchodně od Kunvaldu. V jihovýchodní části vesnice se nachází malá kaple se šindelovou střechou.

## Historie
První písemná zmínka o vesnici pochází z roku 1746.